# サリバン郡 (ニューヨーク州)
サリバン郡（英: Sullivan County）は、アメリカ合衆国ニューヨーク州の南東部に位置する郡である。人口は7万8624人（2020年） 。郡庁所在地はモンティセロであり、同郡で人口最大の自治体である。郡名はアメリカ独立戦争の英雄ジョン・サリバン少将にちなんで名付けられた。郡内にはボーシュト・ベルトのホテル・アンド・リゾートがあり、1920年代から1970年代が最盛期だった。サリバン郡はニューヨーク都市圏に属している。

## 歴史
1683年にニューヨーク植民地で12の郡が作られたとき、現在のサリバン郡はアルスター郡に入っていた。1809年にアルスター郡から分離してサリバン郡が設立された。
19世紀後半、郡内の水流や川の水力を使った産業革命と工場の出現により、仕事を求める多くの人々を郡内に惹き付けることになった。その後は経済構造が変化し、20世紀にはボーシュト・ベルトと呼ばれるヨーロッパ系ユダヤ人移民とその子孫が設立したリゾート地によって観光産業が栄え、その恩恵を受けた。リゾートホテルは様々な娯楽を提供し、全国に知られるものもあった。この時代の初めは鉄道で旅していた観光客が、後には自動車で来るようになった。この地域の天然資源も豊富であり、移民とその子孫の子供達が度々訪れる夏のキャンプ地になった。

## 地理
サリバン郡はニューヨーク州南部にあり、ビンガムトン市の南東、オールバニ市の南西に位置している。南西境界をデラウェア川が流れ、対岸はペンシルベニア州である。
ニューヨーク市からは北西に最短で75マイル (120 km) の位置にあり、キャッツキル山地が入っている。北東隅はキャッツキル公園に入っている。
郡内最高地点はアルスター郡境に跨るモンガウプ山の支峰、ホッジポンドに近いビーチ山であり、標高は 3,118フィート (950 m) である。最低地点はデラウェア川沿いである。
アメリカ合衆国国勢調査局に拠れば、郡域全面積は997平方マイル (2,582 km2)であり、このうち陸地970平方マイル (2,512 km2)、水域は27平方マイル (70 km2)で水域率は2.72%である。

### 隣接する郡
- デラウェア郡 - 北
- アルスター郡 - 北東
- オレンジ郡 - 南東
- パイク郡 (ペンシルベニア州) - 南西
- ウェイン郡 (ペンシルベニア州) - 西

### 国立保護地域
- デラウェア川上流域景観レクリエーション河川（部分）

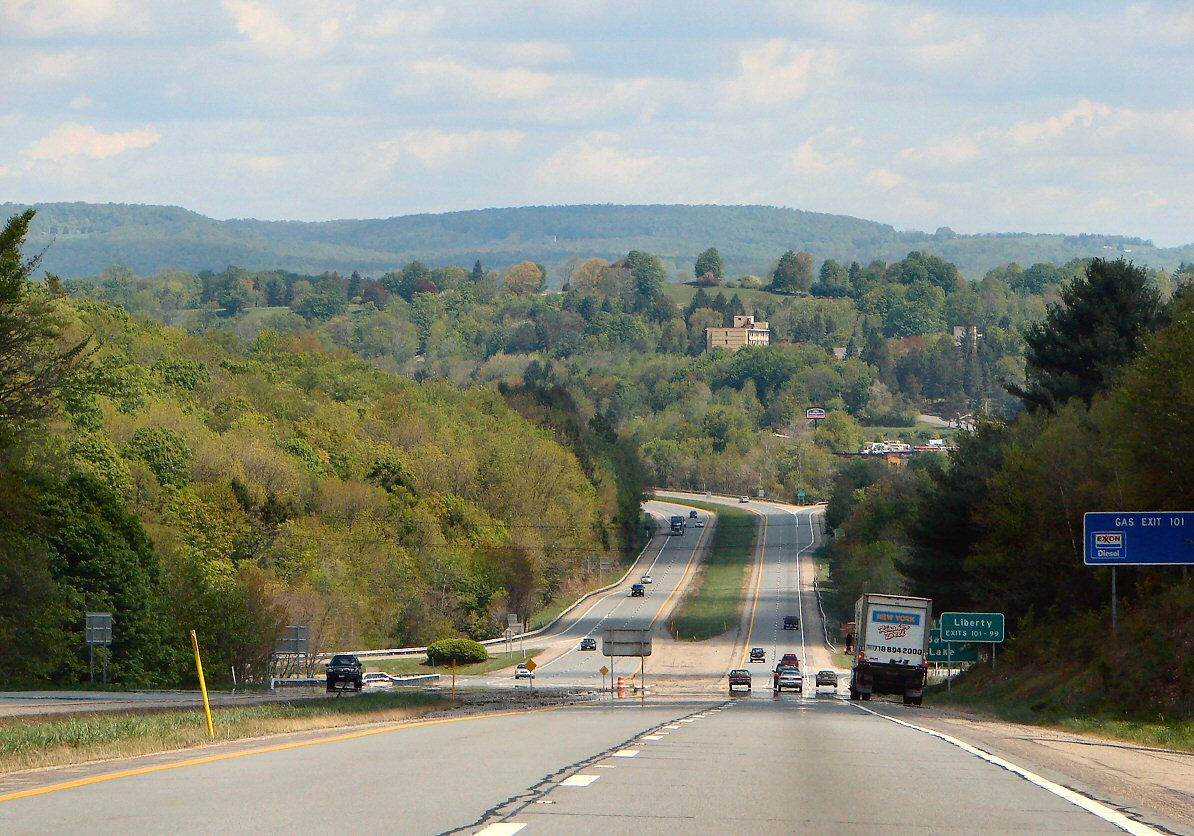
リバティの州道17号線
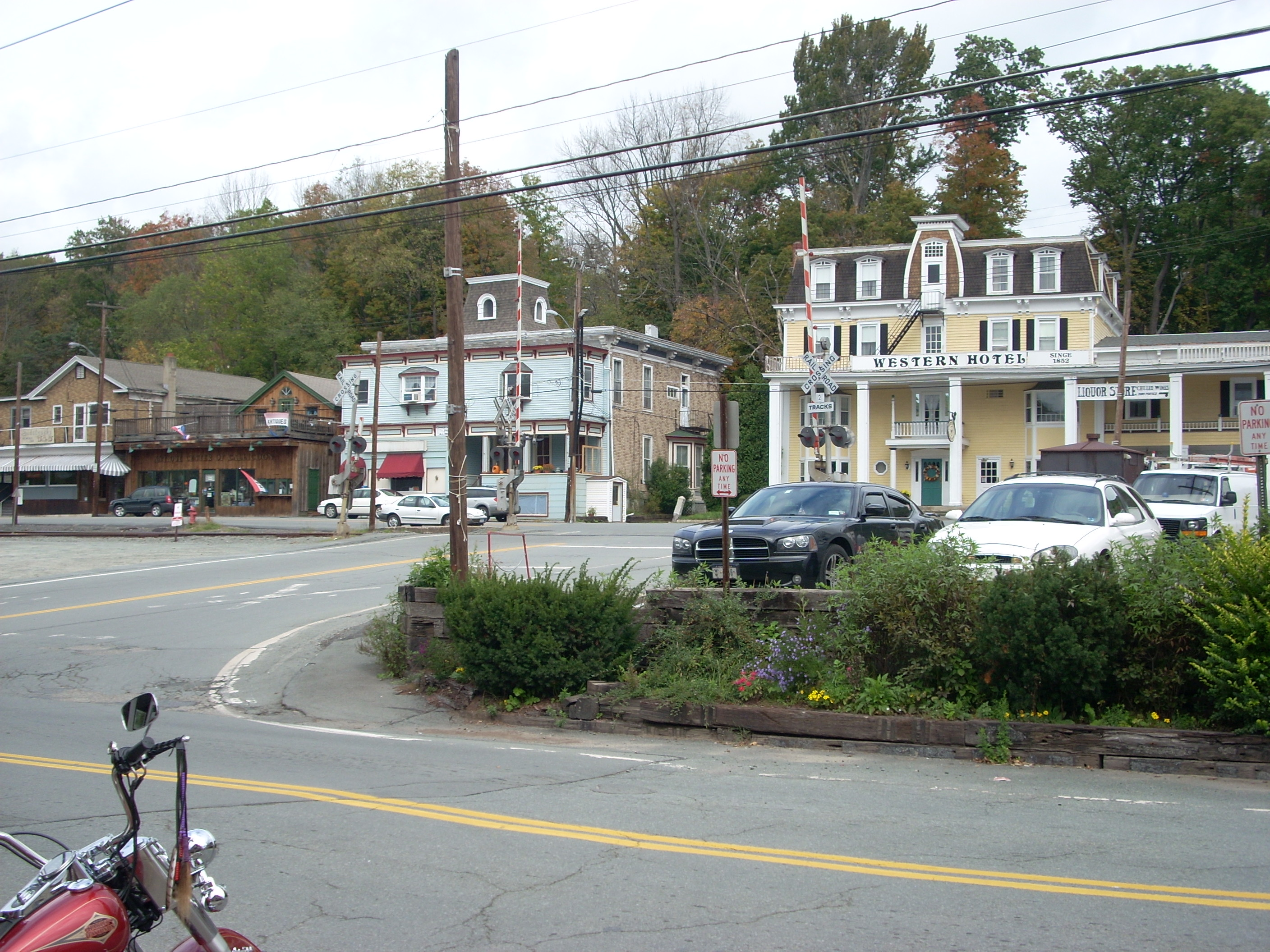
カリクーンのハムレット
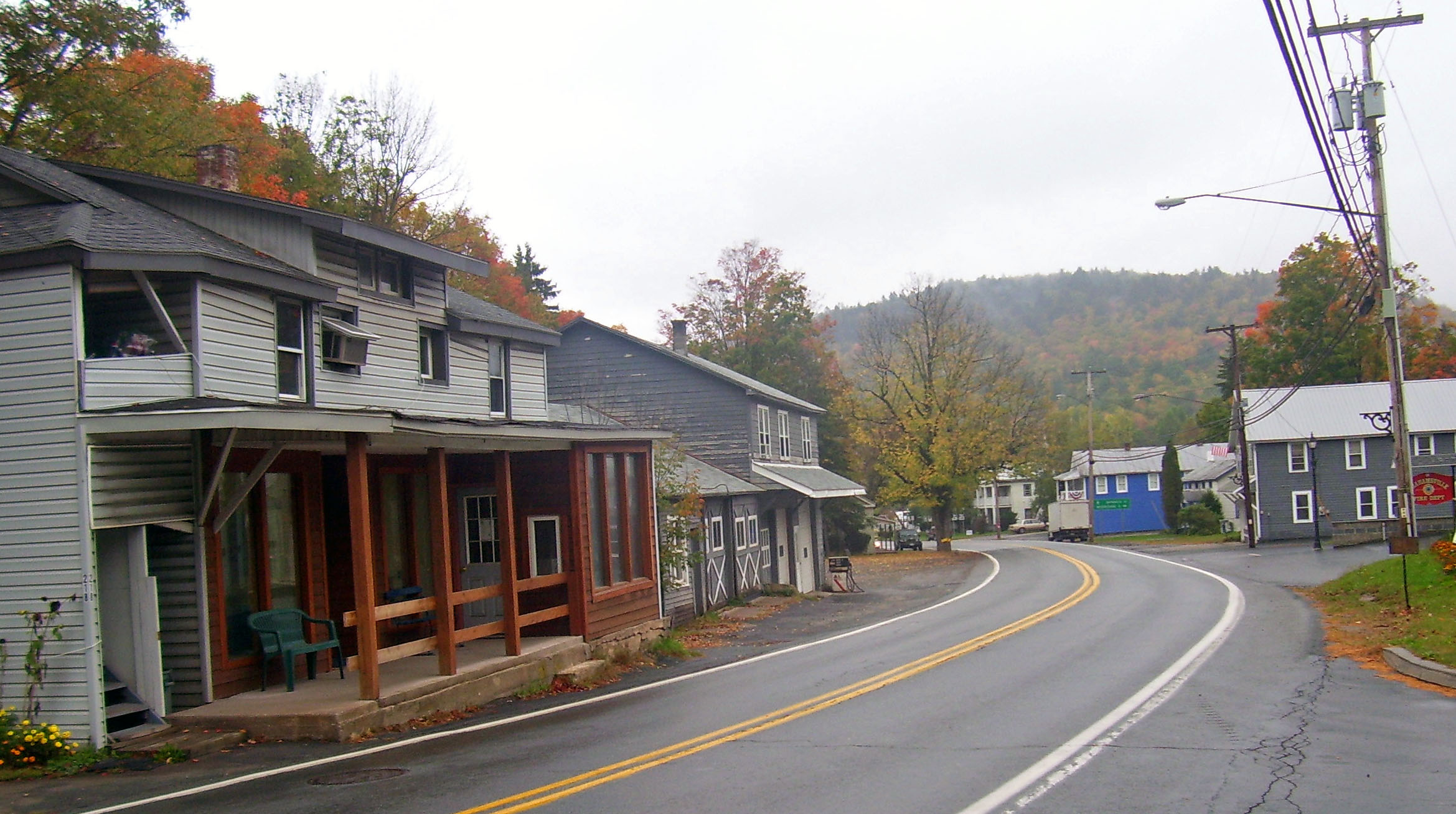
グラハムズビルのハムレット
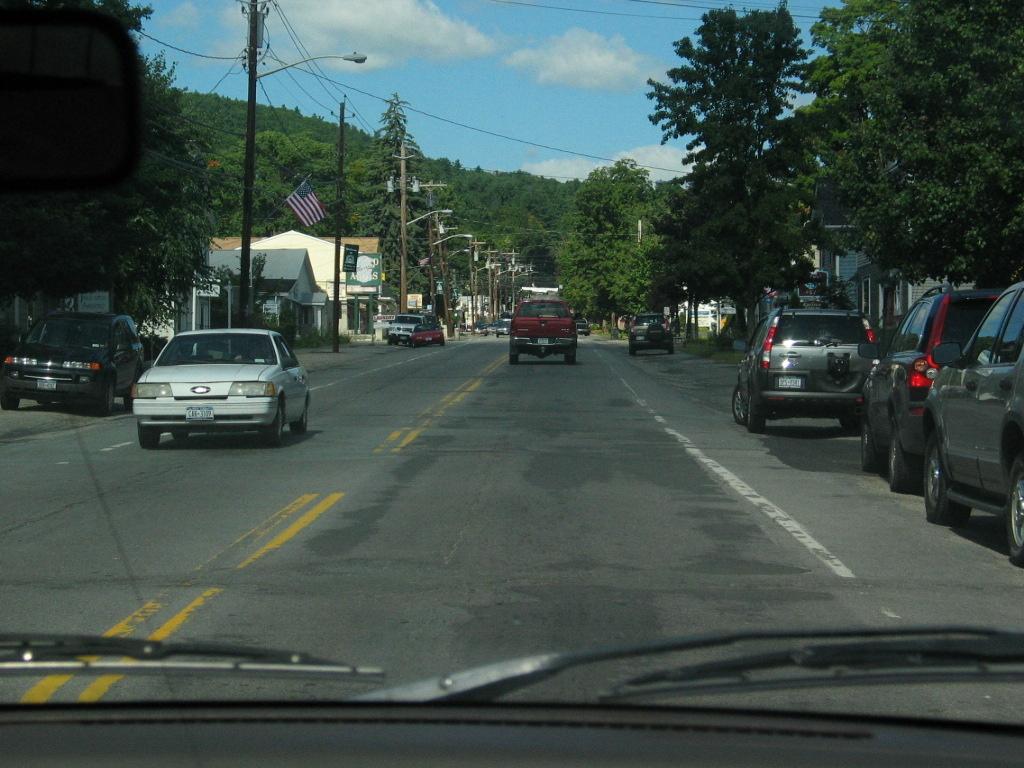
ワーツボロ村
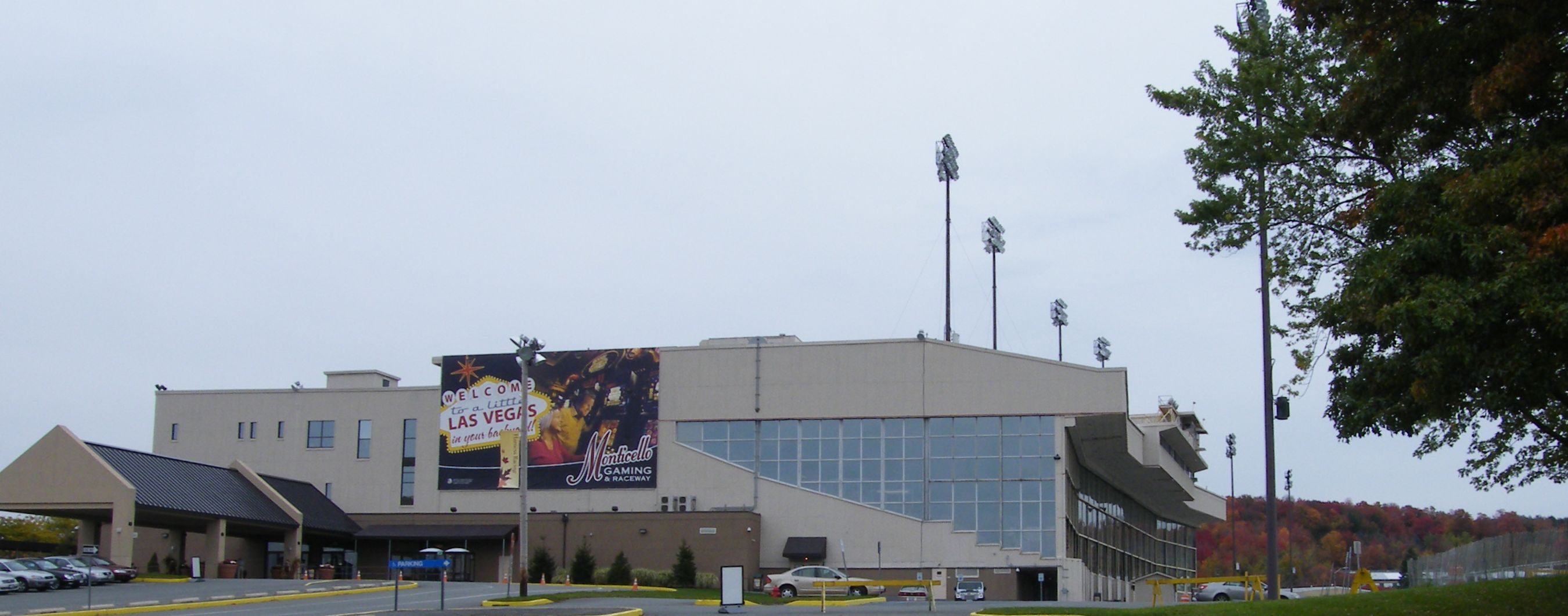
モンティセロにあるモンティセロ・レースウェイ

## 郡政府と政治
サリバン郡の政治は民主党と共和党が競り合ってきており、機を見る郡と見なされている。2004年アメリカ合衆国大統領選挙では、共和党のジョージ・W・ブッシュが 49.47% 対 48.55% 、285票差で民主党のジョン・ケリーを制した。しかし2008年の場合は民主党のバラク・オバマが 54% 対 45%で共和党のジョン・マケインを制した。
郡内には36の町と村がある
郡政府の立法権は9人の議員で構成される郡議会にあり、議員は小選挙区から選出されている。現有議席は民主党7、共和党2である。

## 人口動態
以下は2000年国勢調査による人口統計データである。
| 基礎データ - 人口: 73,966 人 - 世帯数: 27,661 世帯 - 家族数: 18,311 家族 - 人口密度: 29人/km2（76人/mi2） - 住居数: 44,730 軒 - 住居密度: 18軒/km2（46軒/mi2） 人種別人口構成 - 白人: 85.31% - アフリカン・アメリカン: 8.51% - ネイティブ・アメリカン: 0.27% - アジア人: 1.12% - 太平洋諸島系: 0.04% - その他の人種: 2.89% - 混血: 1.87% - ヒスパニック・ラテン系: 9.25% 先祖による構成 - ドイツ系：16.6% - アイルランド系：13.9% - イタリア系：12.5% - アメリカ人：7.3% - イギリス系：6.2% 言語による構成 - 英語：86.6% - スペイン語：7.4% - ドイツ語：1.0% | 年齢別人口構成 - 18歳未満: 24.9% - 18-24歳: 7.3% - 25-44歳: 28.1% - 45-64歳: 25.4% - 65歳以上: 14.3% - 年齢の中央値: 39歳 - 性比（女性100人あたり男性の人口） - 総人口: 103.6 - 18歳以上: 102.8 世帯と家族（対世帯数） - 18歳未満の子供がいる: 31.3% - 結婚・同居している夫婦: 50.1% - 未婚・離婚・死別女性が世帯主: 11.4% - 非家族世帯: 33.8% - 単身世帯: 27.9% - 65歳以上の老人1人暮らし: 11.4% - 平均構成人数 - 世帯: 2.50人 - 家族: 3.05人 収入と家計 - 収入の中央値 - 世帯: 36,998米ドル - 家族: 43,458米ドル - 性別 - 男性: 36,110米ドル - 女性: 25,754米ドル - 人口1人あたり収入: 18,892米ドル - 貧困線以下 - 対人口: 17.4% - 対家族数: 11.6% - 18歳未満: 21.6% - 65歳以上: 10.7% |

### 町と村
| - バリービル（ハムレット） - ベセル町 - ブルーミングバーグ村 - カリクーン（ハムレット） - カリクーン町 - コシェクトン町 - デラウェア町 - ディバインコーナーズ（ハムレット） - エルドレッド（ハムレット） - フォールズバーグ町 - フォレストバーグ町 - フレモント町 - グレンワイルド（ハムレット） - グラハムズビル（ハムレット） | - ハリス（ハムレット） - ハスブルーク（ハムレット） - ハイランド町 - ハーリービル（ハムレット） - ジェファーソンビル村 - ケノザレイク（ハムレット） - リバティ村 - リバティ町 - リビングストンマナー（ハムレット） - ロッホシェルドレイク（ハムレット） - ランバーランド町 - ママケイティング町 - モンティセロ村 - 郡庁所在地 - マウンテンデール（ハムレット） | - ノースブランチ（ハムレット） - ナローズバーグ（ハムレット） - ネバーシンク町 - ポンドエディ（ハムレット） - ロックヒル（ハムレット） - ロックランド町 - ロスコー（ハムレット） - スモールウッド（ハムレット） - サウスフォールズバーグ（ハムレット） - トンプソン町 - タステン町 - ホワイトサルファースプリングス（ハムレット） - ウッドボーン（ハムレット） - ウッドリッジ村 - ワーツボロ村 - ヤングスビル村 |

## 教育

### 公共教育学区
- エルドレッド中央教育学区[10]
- 中央教育学区[11]
- リバティ中央教育学区
- リビングストンマナー中央教育学区
- モンティセロ中央教育学区[12]
- パインブッシュ中央教育学区
- ロスコー中央教育学区[13]
- 西サリバン中央教育学区
- トリ・バレー中央教育学区

### 高等教育機関
- サリバン郡コミュニティカレッジ、フォールズバーグ町のロッホシェルドレイクにある

## 観光

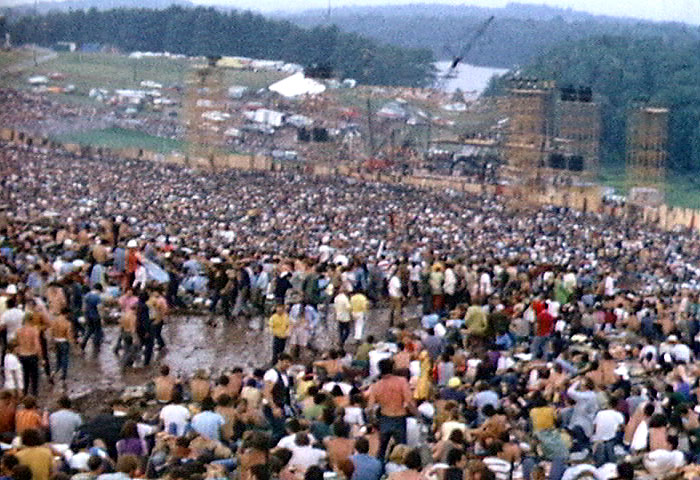
ウッドストックの観衆とステージ

サリバン郡は19世紀以来人気のある余暇地域であり、登山やボート遊びなどアウトドアを楽しめる他、モンティセロ・レースウェイが人を集めた。観光客の大半は夏に訪れている。1920年代から1970年代にはボーシュト・ベルトの数多いリゾート施設があった。
ボーシュト・ベルトのホテルでは、ミルトン・バール、メル・ブルックス、ヘンリー・ヤングマンなど多くの著名コメディアンがそのネタを試し、定期的に公演した。エディ・フィッシャーはグロッシンジャーのホテルで公演することが多く、1955年にはそこでデビー・レイノルズと結婚した。
1969年8月15日から18日、郡内ベセル町マックス・ヤスガーの農園で開催されたウッドストック・フェスティバルには、50万人ほどが集まった。出演者はザ・フー、グレイトフル・デッド、ジェファーソン・エアプレイン、ザ・バンド、キャンド・ヒート、ジョーン・バエズ、アーロ・ガスリー、クロスビー、スティルス、ナッシュ&ヤング、ジャニス・ジョプリン、サンタナ、スライ&ザ・ファミリー・ストーン、ブラッド・スウェット・アンド・ティアーズ、ジミ・ヘンドリックス、リッチー・ヘブンスなどだった。
ウッドストックのコンサートが開かれた場所は現在ベセル・ウッズ芸術センターとなっており、60の博物館があり、多くのコンサートやイベントが開催されている。
その他著名な文化施設としては、リビングストンマナーのキャッツキル芸術協会が運営する展示スペースと教育の施設、CASアーツセンターがある。地元劇団のNaCLシアターハイランドレイクで実験的な作品を公演している。